# Palacio Beshtak
El palacio Beshtak o Qasr Bashtak ("palacio de Bashtak") es un palacio histórico y museo de El Cairo, Egipto, construido por el Mamluk amir. amir Sayf al-Din Bashtak al-Nasiri en el siglo XIV. Se encuentra en Shari'a al-Mu'izz (calle al-Mu'izz), en la zona conocida como Bayn al-Qasrayn ("entre los dos palacios", en referencia a los grandes palacios fatimíes que antiguamente se alzaban aquí: 65 ).

## Historia
En 1262, el sultán al-Zahir Baybars transfirió parte de los palacios fatimíes de El Cairo a la propiedad del tesoro del Estado, permitiendo a partir de entonces la venta y reurbanización de propiedades en esta zona central de la ciudad.: 112–113  En 1334-1339, Bashtak, un poderoso emir (es decir, un oficial o señor de la jerarquía mameluca) que estaba casado con una hija del sultán al-Nasir Muhammad y ostentaba el prestigioso cargo en la corte de Maestro de las Túnicas del sultán, construyó una residencia y establos sobre parte del palacio oriental adyacente a la calle principal.: 196 
Los restos del palacio fueron restaurados en 1983 por el Instituto Arqueológico Alemán y constituyen un raro ejemplo superviviente de arquitectura doméstica del siglo XIV en El Cairo.: 195–196 

## Descripción
En la actualidad sólo se conserva una parte del palacio. Sin embargo, el edificio tenía originalmente cinco pisos y contaba con agua corriente en todas las plantas.: 196  En el exterior, a nivel de la calle, el edificio tenía aberturas para tiendas cuyos ingresos habrían contribuido a los ingresos del emir, posiblemente siguiendo un modelo de la época romana.: 196  La parte más impresionante que se conserva del palacio es la gran qa'a' o sala de recepciones. El vestíbulo presenta un artesonado de madera, ventanas de estuco con vidrios de colores y una fuente con incrustaciones de mármol en el centro, elementos decorativos típicos de la época y que se encuentran en otros edificios de la misma época, como el cercano Mausoleo del sultán Qalawun. Los lados norte y sur de la sala también presentan ventanas mashrabiyya (es decir, celosías de madera) en los pisos superiores, lo que permitía a las mujeres u otros miembros de la casa observar en privado los eventos o festividades que tenían lugar en la sala de abajo.

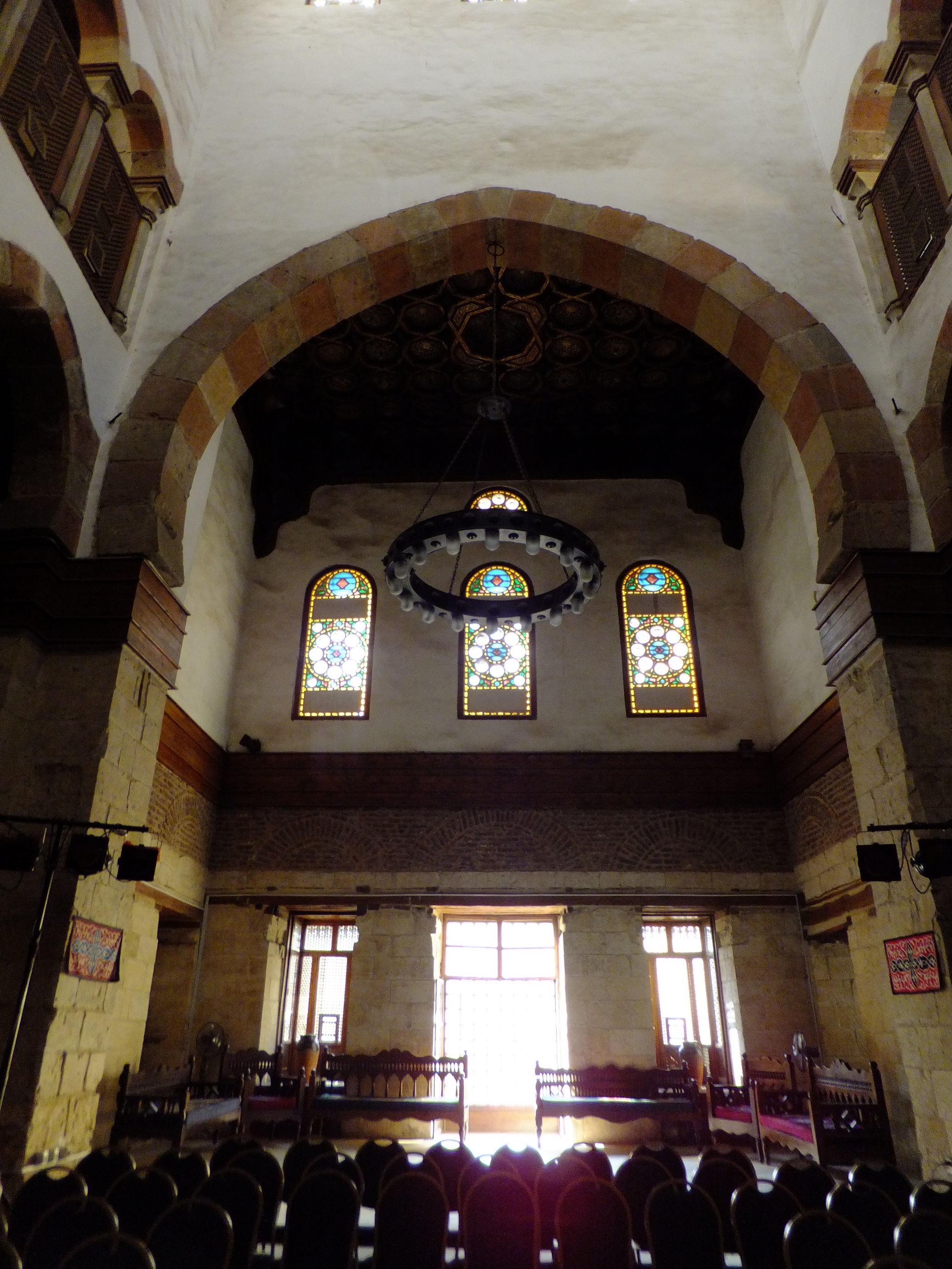
Vista de la qa'a (sala de recepción) del palacio Bashtak.
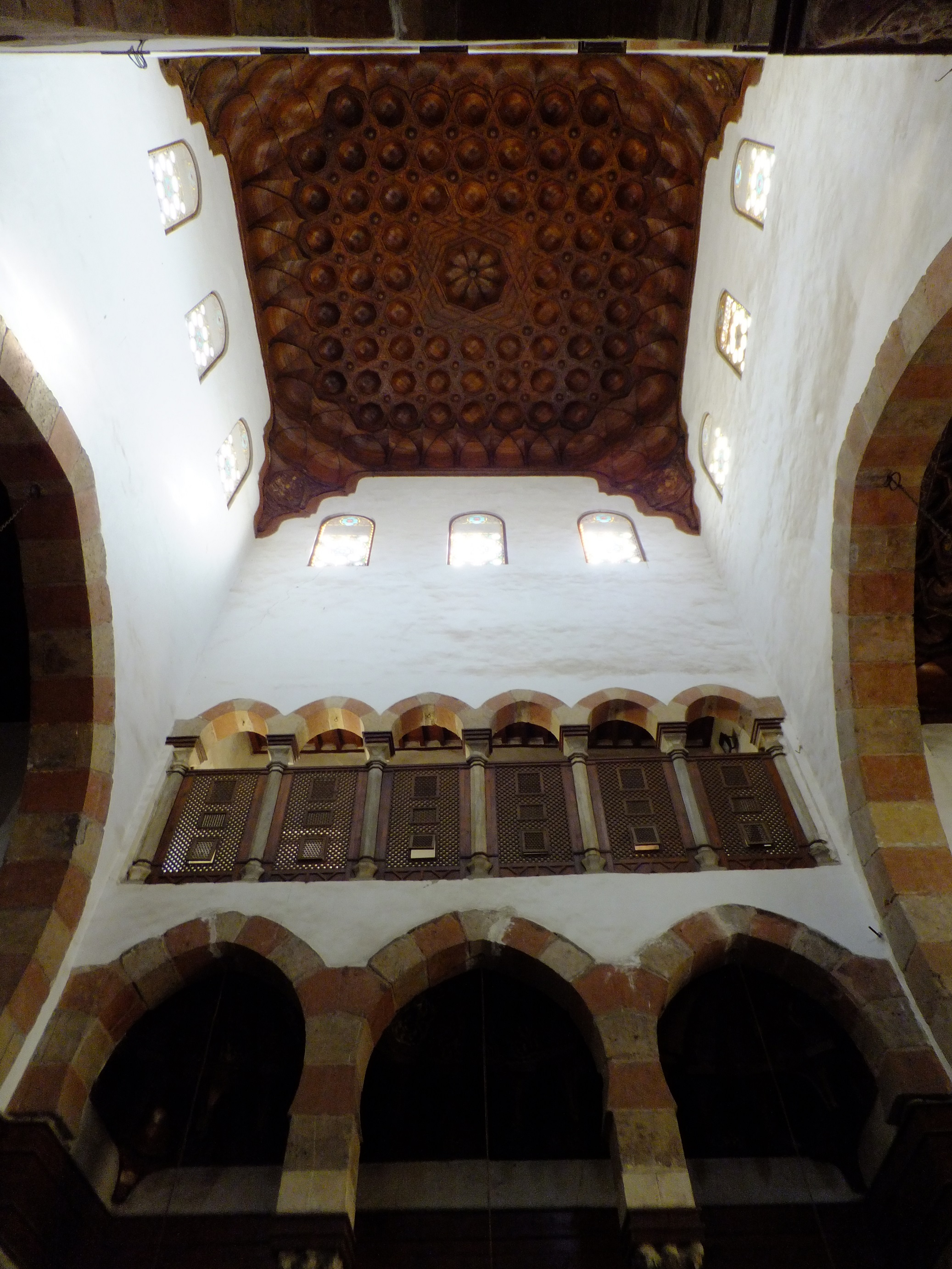
Vista del techo de la qa'a (sala de recepción) del palacio Bashtak.
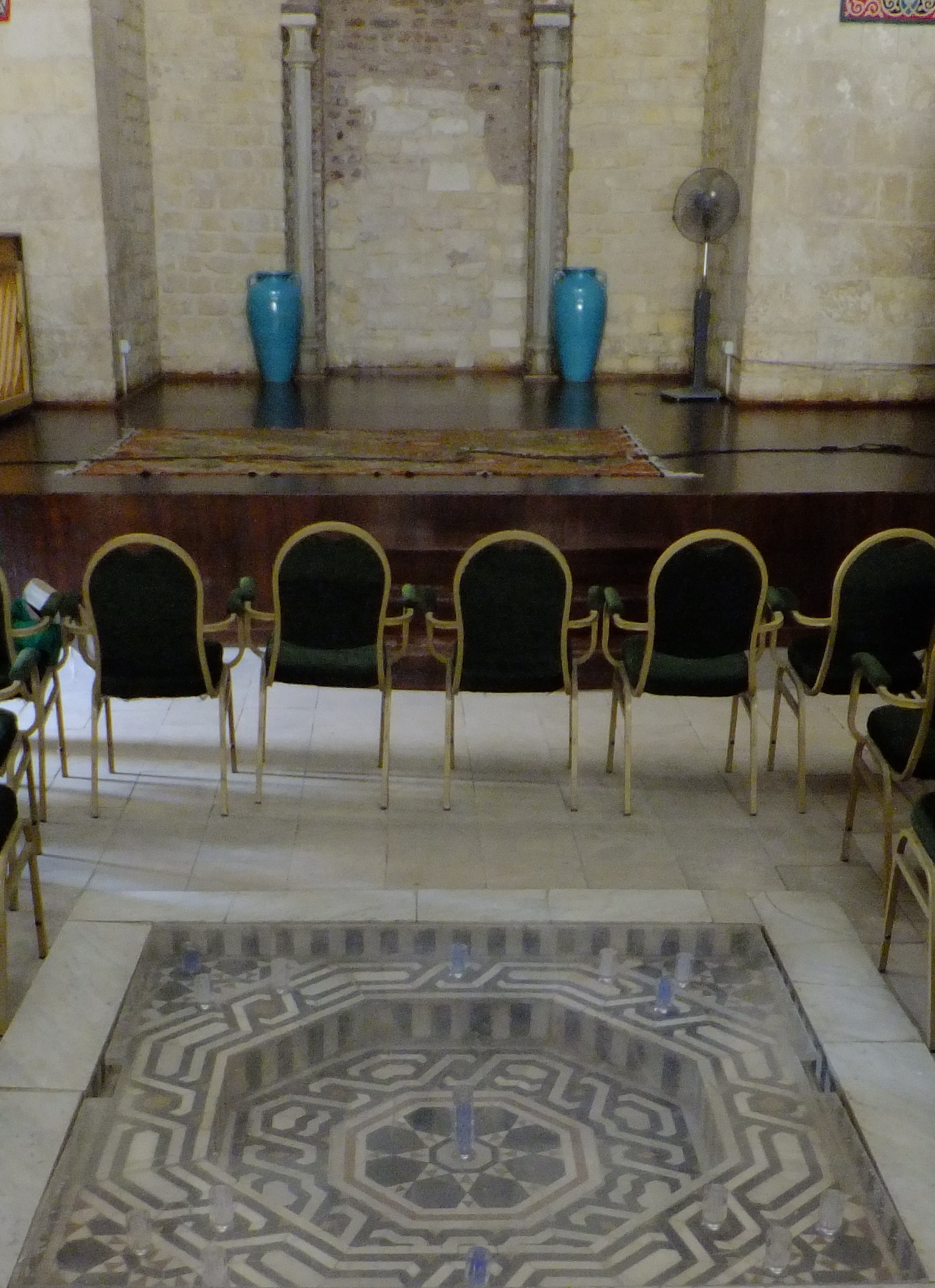
Fuente de mármol en la qa'a (sala de recepción) del palacio Bashtak.